# Benkő Samu
Benkő Samu (Lőrincfalva, 1928. február 25. – Budapest, 2021. december 21.) Széchenyi-díjas erdélyi magyar művelődéstörténész, a Bolyai-kutatás kiemelkedő alakja, az MTA külső tagja. Bátyja Benkő Loránd (1921–2011) nyelvész, akadémikus, felesége B. Nagy Margit művészettörténész, fia Benkő Elek régész.

## Élete és tevékenysége
Református lelkészcsaládban született. A középiskolát a marosvásárhelyi, majd a kolozsvári református kollégiumban végezte. 1946-ban, a második világháború utáni első romániai választások során a Magyar Népi Szövetségben dolgozott Balogh Edgár mellett. A Bolyai Tudományegyetem filozófia karán tanári oklevelet szerzett, ezt követően rövid ideig Fazekasvarsándon tanított. 1949–1952 között tanársegéd volt Gaál Gábor mellett a kolozsvári egyetemen. 1952-ben kizárták a pártból és elbocsátották az egyetemről, 1953-tól a Román Akadémia kolozsvári Történeti Intézetében lett kutató. 1957-58-ban a Korunk szerkesztőjeként dolgozott. 1975-től 1988-as nyugdíjba vonulásáig a Román Akadémia kolozsvári könyvtárának volt tudományos főmunkatársa. Felesége B. Nagy Margit művészettörténész.
Az erdélyi művelődéstörténet 18-19. századának kutatója. Fontos szerepet játszott Bolyai János kéziratos hagyatékának feldolgozásában. Több tanulmánya Kemény Zsigmondhoz kapcsolódik, akinek közreadta a naplóját, amelyet Árvay József fedezett fel a sepsiszentgyörgyi levéltárban. Munkatársa volt az 1964-ben megjelent Istoria României (Románia történelme) III. kötetének (1964), egyik szerkesztője a Revoluția de la 1848–1849 din Transilvania (I. 1977; II. 1979) című sorozatnak. Sajtó alá rendezte Szenczi Molnár Albert naplóját, II. Rákóczi Ferenc és Bolyai János vallomásait. Egyik szerkesztője volt a Kriterion Könyvkiadó Téka sorozatának.
1990 óta a Magyar Tudományos Akadémia külső tagja. Romániában és Magyarországon egyaránt több díjat és kitüntetést kapott: a Román Írószövetség díja (1971 és 1984), Nicolae Bălcescu-díj (1980), a Magyar Köztársasági Érdemrend középkeresztje (1994), Nagy Imre-emlékplakett (1994), Déry Tibor-jutalom (1994), Széchenyi-díj (1997, a magyar művelődéstörténet és értelmiségtörténet tanulságait példaként felmutató munkásságáért), Kemény Zsigmond-díj (1997), a Magyar Művészeti Akadémia aranyérme (1999), Bethlen Gábor-díj (2000), Hazám-díj (2008). A romániai rendszerváltás után 1990-ben újraindult Erdélyi Múzeum-Egyesületben alelnöki (1990–1994), majd elnöki (1994–2002) tisztséget viselt.
2022. január 15-én temették a kolozsvári Házsongárdi temetőbe.

## Művei
- Az erdélyi műszaki és gazdasági értelmiség kialakulásának kérdéséről, 1956
- Bolyai János vallomásai, 1968, 1972, románul 1976, 1978, bővített 2002
- Sorsformáló értelem, 1971
- Murokország. Művelődéstörténeti barangolás szülőföldemen, 1972
- A helyzettudat változásai, 1977
- Apa és fiú. Bolyai-tanulmányok, 1978
- Haladás és megmaradás. Művelődéstörténeti tanulmányok; Szépirodalmi, Budapest, 1979
- Székely felkelés. 1595-1596. Előzményei, lefolyása, következményei; szerk. Benkő Samu, Demény Lajos, Vekov Károly; Kriterion, Bukarest, 1979
- Permanenă şi devenire. Studii de istoria culturii; románra ford. T. Z. Paskuy; Kriterion, Bucureşti, 1984 (Biblioteca Kriterion)
- Őrszavak. Művelődéstörténeti dolgozatok; Kriterion, Bukarest, 1984
- Emlékezés Széchenyi Istvánra Erdélyben 1991-ben. Csetri Elek, Fábián Ernő, Benkő Samu, Nagy György írásai; Erdélyi Múzeum-Egyesület, Kolozsvár, 1992 (Erdélyi Tudományos Füzetek 211.)
- Nagy Géza a literátor és művelődésünk mindenese; Erdélyi Múzeum-Egyesület, Kolozsvár, 1991 (Erdélyi Tudományos Füzetek 212.) II. kiadás a REAL-EOD-ban
- A romániai magyar tudomány helyzete és az Erdélyi Múzeum-egyesület feladatai; MTA KSZI, Budapest, 1993
- Újrakezdések. Tanulmányok, előadások, beszélgetések, búcsúztatások. 1990-1995; Pallas-Akadémia, Csíkszereda, 1996
- Alkalmak és szavak. Tanulmányok, előadások, beszélgetések, vallomások, búcsúztatások; Polis, Kolozsvár, 2002
- Bolyai János vallomásai; előszóval és függelékkel kieg. 4. kiad.; Mundus–Kriterion, Budapest–Cluj-Napoca, 2002 (Mundus – új irodalom, 17.)
- Debreczeni Márton emlékezete. Benkő Samu, Debreczeni-Droppán Béla, Egyed Ákos, gr. Mikó Imre, T. Szabó Levente írásai és Debreczeni Márton kiadatlan versei; szerk. Sipos Gábor; Erdélyi Múzeum-Egyesület, Kolozsvár, 2003 (Erdélyi Tudományos Füzetek 239.)
- Bolyai János marosvásárhelyi kéziratai I. Fogalmazványok a Tanhoz, illetőleg az Üdvtanhoz, Ambrus Hedvig Mária, Deé Nagy Anikó és Vakarcs Szilárd közreműködésével szerkesztette Benkő Samu, Az Erdélyi Múzeum-Egyesület kiadása, Kolozsvár, 2003
- Az igaz ember pedig hitből él. Kerekasztal-beszélgetés a reformációról a Petőfi Irodalmi Múzeumban 2001. október 31-én, a Reformáció Ünnepe alkalmából; résztvevők Szentmártoni Szabó Géza, Benkő Samu et al.; PIM, Budapest, 2005
- Monológ alkonyatban; Polis, Kolozsvár, 2005
- Documenta neglecta. Az 1848. évi erdélyi forradalom forrásait publikáló román akadémiai kiadványból kihagyott iratok. 1848. március 4–1848. június 26.; összeáll., bev. Benkő Samu, szerk. Zsupos Zoltán; Magyar Országos Levéltár, Budapest, 2008

## Díjai, elismerései

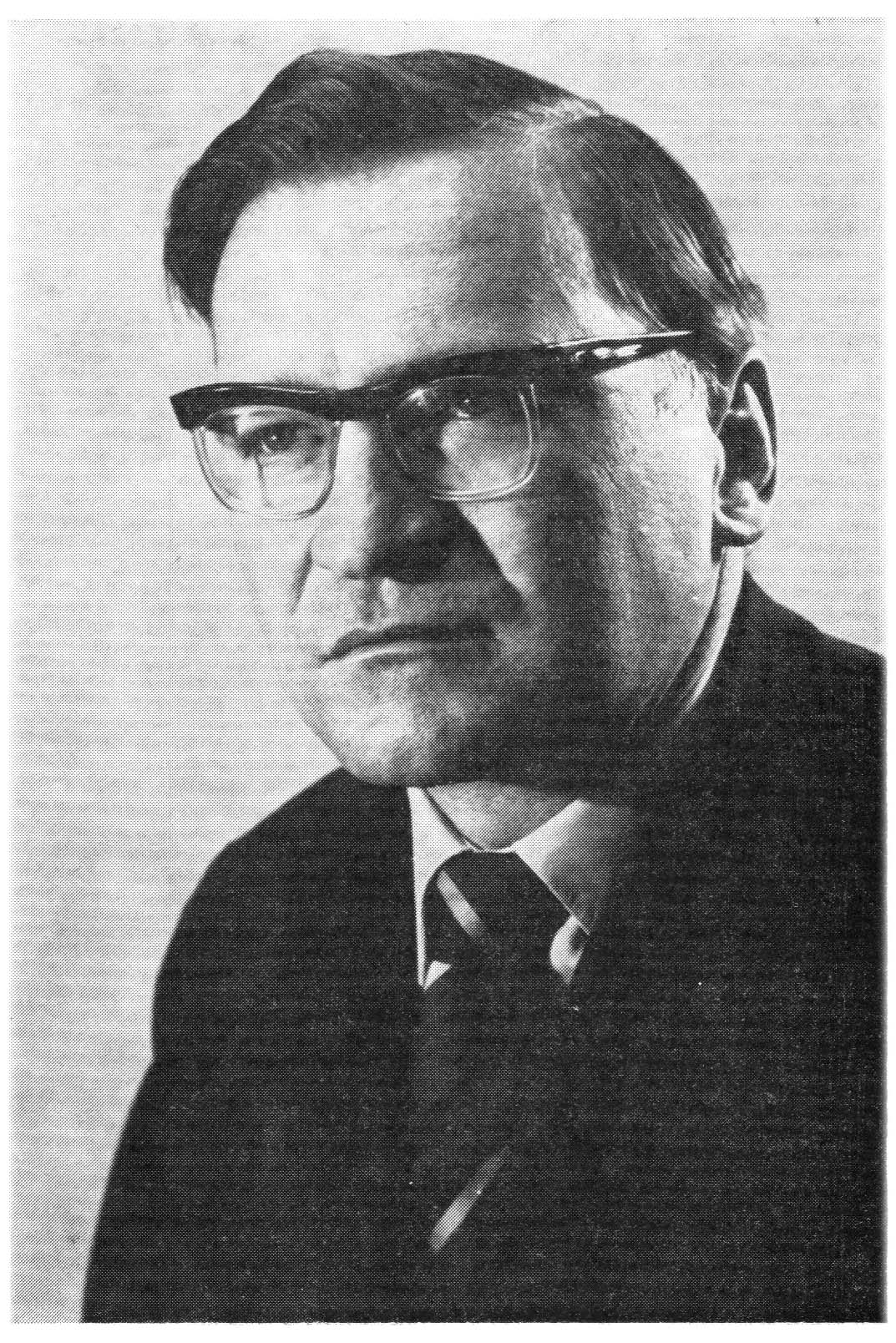
Az 1970-es években

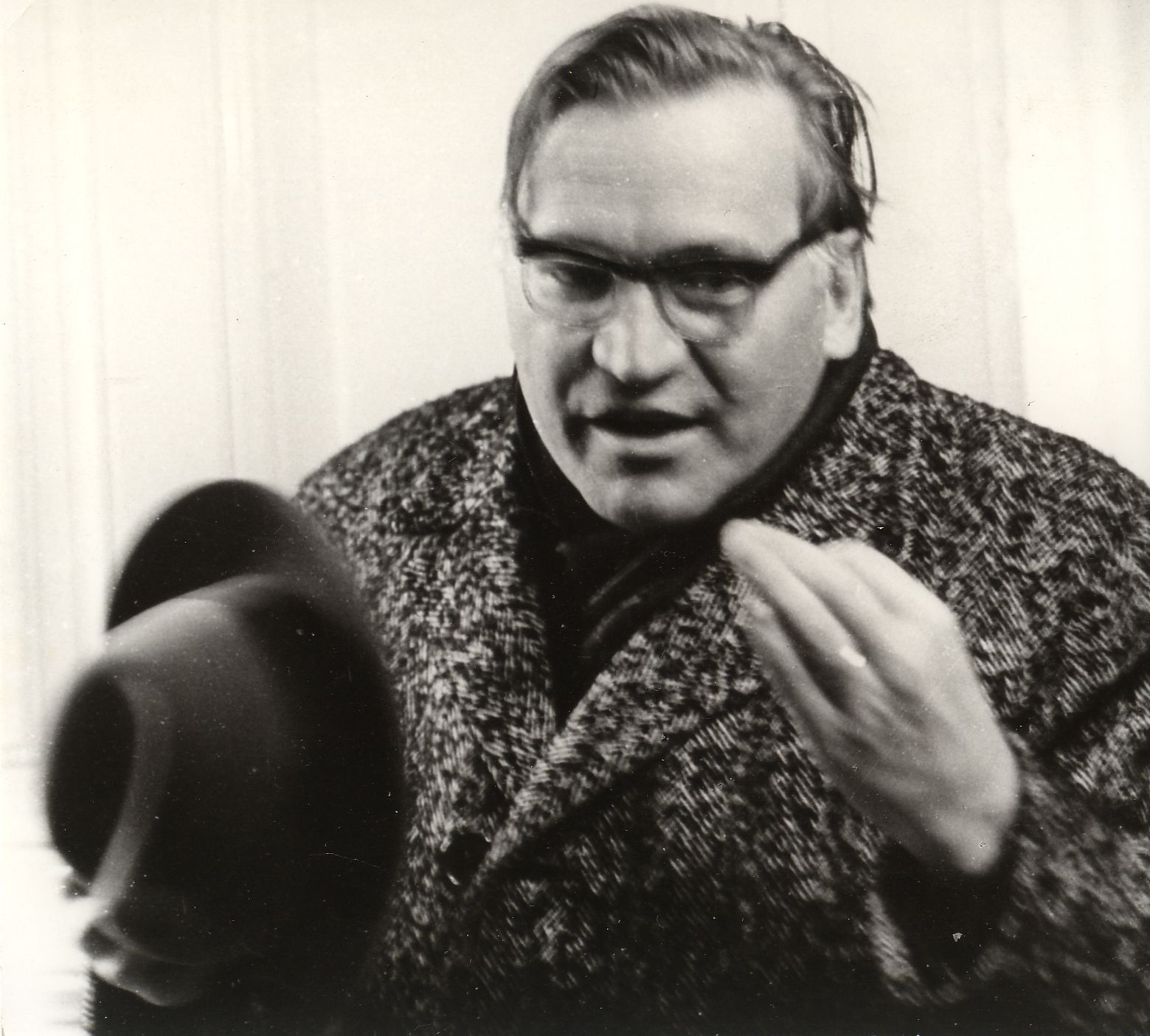
Csomafáy Ferenc felvétele

- Román Írószövetség díja (1971, 1984)
- Nicolae Bălcescu-díj (1980)
- A Magyar Köztársasági Érdemrend középkeresztje (1994)
- Nagy Imre-emlékplakett (1994)
- Déry Tibor-díj (1994)
- Széchenyi-díj (1997)
- Tőkés László-díj (1997)
- Kemény Zsigmond-díj (1997)
- Magyar Művészeti Akadémia aranyérme (1999)
- Bethlen Gábor-díj (2000)[5]
- Hazám-díj (2008)
- Bolyai-díj (2010)